# Carrer de Manuel Cúndaro (Girona)
El carrer de Manuel Cúndaro és un carrer del call de Girona que en el seu conjunt forma part de l'Inventari del Patrimoni Arquitectònic de Catalunya.

## Descripció
És un carreró estret i sinuós que va des de la Força al capdamunt de les escales de la Pera. Té esglaons de marxapeu de pedra polida i petja de còdols. Les façanes laterals són molt opaques. Pel costat dret hi ha la façana lateral de la casa núm. 20 de la Força i la de la casa Laporta de la pujada de la Pera. Pel costat esquerre, entre d'altres, se'n destaca la casa núm. 3, amb porta dovellada al costat i mig tapada pel carrer, que actualment s'usa com a finestra. Al mig del carrer hi ha connexions entre cases en forma de pont.

## Història
És un carreró antic que ha rebut diferents noms: el carreró que baixa de la Carnisseria, el carreró que baixa a la Força devers la Casa Cartellà, etc. El 1676 se li donà el nom actual.